# Армейский крест (Бельгия)
Армейский крест (фр. Croix Militaire, нидерл. Militair Kruis) — бельгийская военная награда за выслугу лет. Он был учреждён королевским указом от 11 февраля 1885 года и вручался офицерам бельгийских вооруженных сил за длительную, верную и непрерывную службу или небельгийским офицерам за выдающиеся заслуги перед вооруженными силами Бельгии.

## Критерии награждения

### Бельгийские офицеры
Военный крест второй степени вручается бельгийским офицерам после 25 лет службы. Военный крест первой степени вручается бельгийским военным офицерам после 25 лет службы в качестве действительного офицера.
В бельгийских вооруженных силах годы фактической службы иногда умножаются определенным коэффициентом при расчете минимального срока для награды за выслугу лет (для компенсации службы в воздухе или на поле боя), однако в случае Армейского креста подобные «компенсации» при исчислении выслуги лет не применяются. Офицеры военного запаса также могут быть награждены этой наградой при условии, что они находятся в составе подготовленных (действующих) резервных сил и что их выслуга не была отмечена Гражданском крестом.
Когда в отношении офицера были приняты серьёзные дисциплинарные взыскания, приведшие ко временному освобождению его от службы, каждый месяца его бездействия влечет за собой штраф в размере 12 месяцев при расчёте времени, необходимого для награды. Например, 34 дня бездействия из-за дисциплинарных взысканий влекут за собой штраф в виде 2 лет, то есть офицер получит Армейский крест второй степени после 28 лет службы вместо обычных 25.
Это наказание ограничено 6 годами, которые достигаются при временном освобождение от службы на 7 и более месяцев, что почти никогда не происходит.

### Небельгийские офицеры
Военный крест может быть вручен офицерам небельгийских вооруженных сил за выдающиеся заслуги перед Бельгией. В таком случае второй класс присуждается офицерам ниже звания бригадного генерала. Первая степень присуждается генералам.

## Описание награды
Награда в форме мальтийского креста покрыта чёрной эмалью с позолоченным краем толщиной 1 мм. Лучи креста заканчиваются восемью позолоченными сферами диаметром 2 мм. Позолоченные и направленные вверх скрещённые мечи располагаются между плечами креста. На аверсе центрального медальона изображён бельгийский «безудержный лев», на реверсе медальона — монограмма правящего монарха, реверс идентичен аверсу.
Крест подвешивается на ленту через кольцо, проходящее через шар на шарнире. Зелёная шелковая муаровая лента имеет две красные полосы шириной 5 мм, расположенные на расстоянии 1 мм от краев ленты. Военный крест I степени отличается от награды II степени только розеткой на ленте в тех же цветах, что и она сама.